# Leachville
Leachville est une ville de l'État américain de l'Arkansas, située dans le comté de Mississippi.

## Démographie
| 1930  | 1940  | 1950  | 1960  | 1970  | 1980  |
| ----- | ----- | ----- | ----- | ----- | ----- |
| 1 157 | 1 076 | 1 230 | 1 507 | 1 582 | 1 882 |

| 1990  | 2000  | 2010  | - | - | - |
| ----- | ----- | ----- | - | - | - |
| 1 743 | 1 981 | 1 993 | - | - | - |